# Hiéroglyphe égyptien N42

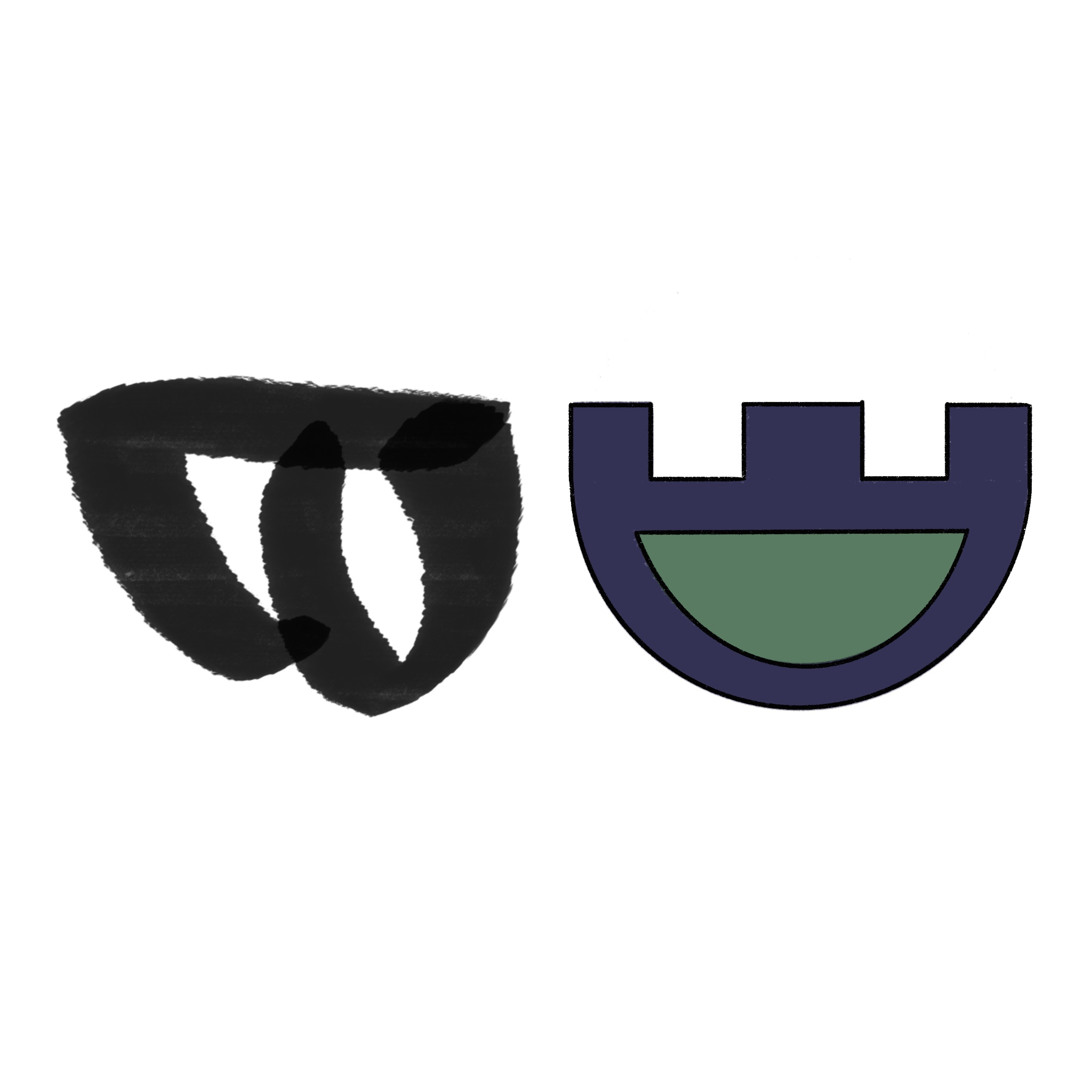
Version hiératique et hiéroglyphique

Le monticule prébubien en hiéroglyphes égyptiens, est classifié dans la section N « Ciel, terre, eau » de la liste de Gardiner ; il y est noté N42.

## Représentation
Il représente un monticule prépubien. Le potentiel trait en écriture cursive semble représenter la fente vulvaire. Il est translittéré ḥm, jd (?), pḥ ou bjȝ.

## Utilisation
| N41 |

| N41 |

probablement originellement un monticule prépubien. C'est pour cela qu'il est classé dans la section N « Ciel, terre, eau ». Il a donc le même usage.
| N42 · t | B1 |

| N42 · t | B1 |

d'où découle sa fonction en tant que phonogramme bilitère de valeur ḥm.
| N42 · t | F45 |

| N42 · t | F45 |

| « matrice, utérus, vulve » et son dérivés |

| N42 · t | F45 |

| N42 · t | F45 |

| H | N41 | s | A7 |

| H | N41 | s | A7 |

| F25 | m | E7 | / | F25 |

| F25 | m | E7 | / | F25 |

C'est un déterminatif du champ lexical du puits.
| N42 · N42 · N42 | N36 · Z2 |

| N42 · N42 · N42 | N36 · Z2 |

| F22 · F22 · N42 · F22 · N42 · N42 | / | N42 · N42 · N42 |

| F22 · F22 · N42 · F22 · N42 · N42 | / | N42 · N42 · N42 |

Un signe analogue et souvent identique représentant un creuset est déterminatif du champ lexical du creuset/phonogramme trilitère de valeur bjȝ (voir le 
| b | i | A | w | O39 · Z2 | / | b | i | N42 · F18 | N25 |

| b | i | A | w | O39 · Z2 | / | b | i | N42 · F18 | N25 |

Voir les signes D280 et D280A.
| Nous pouvons noter la similitude avec le sumérogramme de la femme MUNUS et son évolution cunéiforme 𒊩 (en) : | Ati |  |

## Exemples de mots
| F30 · d | w | t · N42 |

| F30 · d | w | t · N42 |

| n · N42 | m | a · n |

| n · N42 | m | a · n |

| b | i | A | N21 · N42 |

| b | i | A | N21 · N42 |